# ديوي (مقاطعة بورتج)
ديوي، مقاطعة بورتج (بالإنجليزية: Dewey, Portage County, Wisconsin)‏ هي بلدة تقع بولاية ويسكونسن في الولايات المتحدة. تبلغ مساحتها 121.8 (كم²)، وترتفع عن سطح البحر 347 م، بلغ عدد سكانها 975 نسمة في عام 2000 حسب إحصاء مكتب تعداد الولايات المتحدة وتصل الكثافة السكانية فيها 8.3 نسمة/كم2.

## أعلام
- رالف سكوت

## وصلات خارجية
- The US50 - Cities and Towns in Wisconsin State
- Wisconsin Cities and Towns, Facts, Map, Flag, Colleges, Government, and More